# 大館能代空港インターチェンジ
大館能代空港インターチェンジ（おおだてのしろくうこうインターチェンジ）は、秋田県北秋田市脇神にある秋田自動車道（鷹巣大館道路）のインターチェンジである。

## 概要

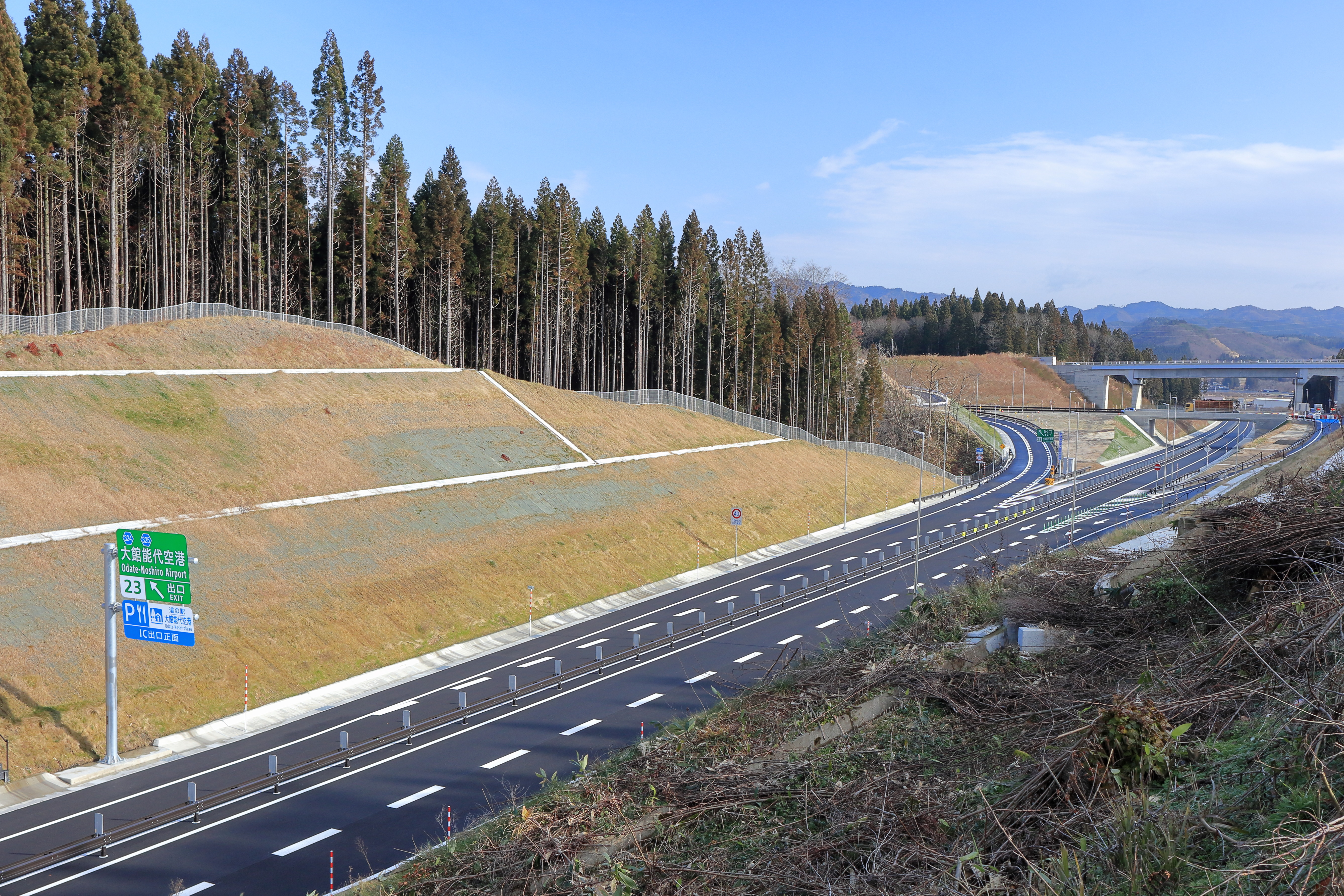
秋田方面より撮影

当ICは鷹巣大館道路の起点であり、大館能代空港、能代港への観光、物流のアクセス利便性の向上などを目的に計画された。
当ICより秋田方面は、秋田県道325号大館能代空港西線を自動車専用道路に改築した鷹巣西道路、新たに建設される二ツ井今泉道路、鷹巣西道路と同じく自動車専用道路に改築する二ツ井バイパスを経由し、秋田自動車道・二ツ井白神ICに接続する予定となっている。
インターチェンジの形状は平面Y型で、大館方向から来た車両が降りる際、能代方向へ向かう車両との平面交差地点で一時停止の必要がある。また、能代方向から来た車両が降りる際は合流車線があり一時停止を伴わない。

## 構造
- 平面Y型

## 接続する道路
- 直接接続
  - 市道 空港法泉坊沢線
- 間接接続
  - 秋田県道324号大館能代空港東線
  - 秋田県道325号大館能代空港西線

## 歴史
- 2007年（平成19年）度 : 当IC - 北秋田市栄間の延伸が事業化される。
- 2018年（平成30年）
  - 1月29日 : IC名称が「あきた北空港IC（仮称）」から「大館能代空港IC」に正式決定[2]。
  - 3月21日 : 鷹巣大館道路（秋田自動車道）の大館能代空港IC - 鷹巣IC間開通に伴い、供用開始[2]。
- 2020年（令和2年）12月13日 : 鷹巣西道路・鷹巣大館道路すり付け区間（秋田自動車道）の蟹沢IC - 大館能代空港IC間 開通[3]。

## 周辺

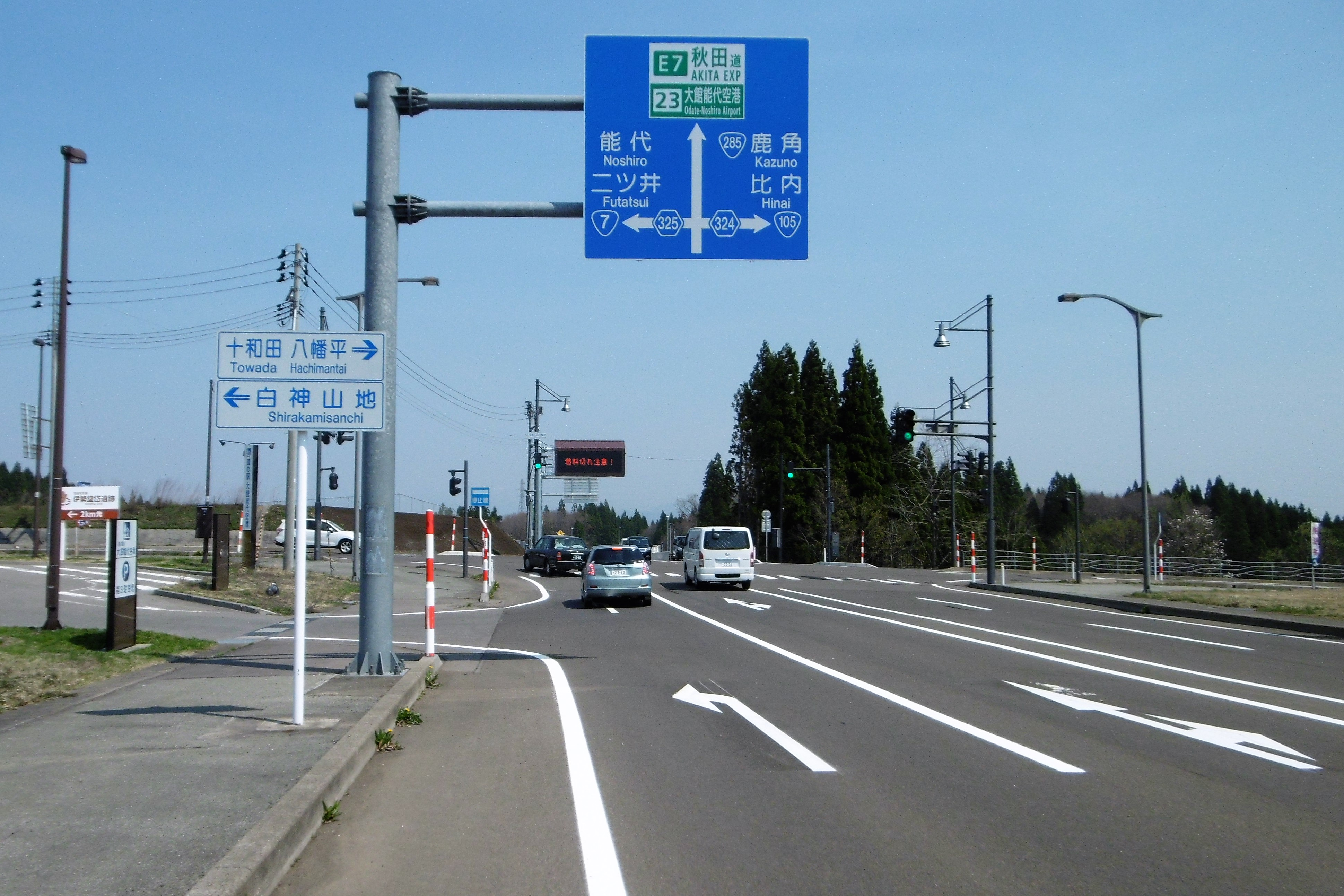
空港入口交差点

- 秋田県立北欧の杜公園
- 北秋田市民病院
- 伊勢堂岱遺跡
- 伊勢堂岱縄文館
- 伊勢堂岱温泉縄文の湯
- 大館能代空港
- 道の駅大館能代空港
- 大館能代空港周辺ふれあい緑地

## 隣
E7 鷹巣西道路（秋田県道325号大館能代空港西線を改築）
(22)伊勢堂岱IC - 小ヶ田6号函渠
E7 秋田自動車道（鷹巣大館道路）
小ヶ田6号函渠 - (23) 大館能代空港IC - (24)鷹巣IC